# Pastinaca nudicaulis
Pastinaca nudicaulis är en flockblommig växtart som först beskrevs av Thomas Nuttall, och fick sitt nu gällande namn av Spreng.. Pastinaca nudicaulis ingår i släktet palsternackor, och familjen flockblommiga växter. Inga underarter finns listade i Catalogue of Life.